# Campeonato FIBA África de 2016
La Copa de Campeones de Baloncesto FIBA de África 2016 (edición 31) fue un torneo de baloncesto internacional que tuvo lugar en El Cairo, Egipto del 7 al 16 de diciembre de 2016. El torneo, organizado por FIBA Africa y alojado por Al Ahly fue disputado por 10 clubes divididos entre 2 grupos de 5, los cuatro primeros clasificarían para pasar a la ronda de eliminaciones, cuartos, semifinales y final.
Al Ahly Club Deportivo de Egipto fue el ganador.

## Sorteo[2]
| Grupo A                                                          | Grupo B                                                                |
| ---------------------------------------------------------------- | ---------------------------------------------------------------------- |
| Al Ahly Club Africain Kano Pillars Nzui Manto Primeiro de Agosto | AS Salé BEAC Basketball City Oilers GS Pétroliers Recreativo do Libolo |

## Ronda preliminar[3]
Tiempos establecidos en EET UTC+2.

### Grupo A
|    | Equipo             | J | V | D | PF  | PC  | Diff | P |
| -- | ------------------ | - | - | - | --- | --- | ---- | - |
| 1. | Al Ahly            | 4 | 4 | 0 | 321 | 267 | +54  | 8 |
| 2. | Club Africain      | 4 | 3 | 1 | 328 | 278 | +50  | 7 |
| 3. | Kano Pillars       | 4 | 2 | 2 | 292 | 333 | -41  | 6 |
| 4. | Primeiro de Agosto | 4 | 1 | 3 | 304 | 317 | -13  | 5 |
| 5. | Nzui Manto         | 4 | 0 | 4 | 283 | 333 | -50  | 4 |

| Miércoles, 7 Dic 2016 | Al Ahly                                      | 82–53                                 | Nzui Manto                               |                                      |  |
| 19:00                 | Parciales: 20-12, 16-16, 17-12, 29-13        | Parciales: 20-12, 16-16, 17-12, 29-13 | Parciales: 20-12, 16-16, 17-12, 29-13    |                                      |  |
|                       | Estadísticas Arnold 14 El-Ghannam 8 Arnold 6 | Resultados Pts Reb Asts               | Estadísticas Bogmis 15 Bogmis 8 Bogmis 2 | Pabellón: Al Ahly Sports Hall, Cairo |  |

| Miércoles, 7 Dic 2016 | Kano Pillars                              | 47–87                                 | Club Africain                                |                                      |  |
| 21:15                 | Parciales: 10-28, 13-14, 11-23, 13-22     | Parciales: 10-28, 13-14, 11-23, 13-22 | Parciales: 10-28, 13-14, 11-23, 13-22        |                                      |  |
|                       | Estadísticas Usman 16 Ugboaja 8 Ugboaja 3 | Resultados Pts Reb Asts               | Estadísticas Vinales 18 Hadidane 6 Vinales 6 | Pabellón: Al Ahly Sports Hall, Cairo |  |

| Jueves, 8 Dic 2016 | Nzui Manto                                   | 78–86                                 | 1º de Agosto                              |                                      |  |
| 20:15              | Parciales: 17-17, 22-21, 18-22, 21-26        | Parciales: 17-17, 22-21, 18-22, 21-26 | Parciales: 17-17, 22-21, 18-22, 21-26     |                                      |  |
|                    | Estadísticas Momeboll 18 Bileg II 9 Kalume 4 | Resultados Pts Reb Asts               | Estadísticas Quezada 27 Gildo 9 Quezada 6 | Pabellón: Al Ahly Sports Hall, Cairo |  |

| Viernes, 9 Dic 2016 | Club Africain                                      | 74–79                                              | Al Ahly                                            |                                      |  |
| 18:00               | Parciales: 15-22, 17-16, 19-12, 14-15 (T.E.: 9-14) | Parciales: 15-22, 17-16, 19-12, 14-15 (T.E.: 9-14) | Parciales: 15-22, 17-16, 19-12, 14-15 (T.E.: 9-14) |                                      |  |
|                     | Estadísticas Vinales 31 Chennoufi 11 Vinales 4     | Resultados Pts Reb Asts                            | Estadísticas El-Gammal 22 El-Ghannam 15 Moustafa 6 | Pabellón: Al Ahly Sports Hall, Cairo |  |

| Sábado, 10 Dic 2016 | Nzui Manto                                 | 75–86                                | Kano Pillars                          |                                      |  |
| 13:30               | Parciales: 21-17, 8-26, 22-24, 24-19       | Parciales: 21-17, 8-26, 22-24, 24-19 | Parciales: 21-17, 8-26, 22-24, 24-19  |                                      |  |
|                     | Estadísticas Kalume 22 Momeboll 10 Ngami 3 | Resultados Pts Reb Asts              | Estadísticas Yahaya 20 Enan 8 Gumut 7 | Pabellón: Al Ahly Sports Hall, Cairo |  |

| Sábado, 10 Dic 2016 | Al Ahly                                            | 68–64                                 | Primero de Agosto                          |                                      |  |
| 18:00               | Parciales: 19-19, 21-18, 18-12, 10-15              | Parciales: 19-19, 21-18, 18-12, 10-15 | Parciales: 19-19, 21-18, 18-12, 10-15      |                                      |  |
|                     | Estadísticas El-Gammal 16 El-Ghannam 11 Cummings 6 | Resultados Pts Reb Asts               | Estadísticas Gildo 14 Islando 10 Armando 4 | Pabellón: Al Ahly Sports Hall, Cairo |  |

| Domingo, 11 Dic 2016 | Primero de Agosto                           | 79–83                                 | Kano Pillars                           |                                      |  |
| 13:30                | Parciales: 29-15, 14-23, 24-24, 12-21       | Parciales: 29-15, 14-23, 24-24, 12-21 | Parciales: 29-15, 14-23, 24-24, 12-21  |                                      |  |
|                      | Estadísticas Islando 22 Islando 10 Gildo 12 | Resultados Pts Reb Asts               | Estadísticas Usman 23 Yahaya 9 Gumut 3 | Pabellón: Al Ahly Sports Hall, Cairo |  |

| Domingo, 11 Dic 2016 | Club Africain                                | 79–77                                 | Nzui Manto                                 |                                      |  |
| 20:15                | Parciales: 17-16, 16-18, 16-20, 30-23        | Parciales: 17-16, 16-18, 16-20, 30-23 | Parciales: 17-16, 16-18, 16-20, 30-23      |                                      |  |
|                      | Estadísticas Vinales 23 Mathews 15 Vinales 6 | Resultados Pts Reb Asts               | Estadísticas Bogmis 23 Momeboll 9 Kalume 7 | Pabellón: Al Ahly Sports Hall, Cairo |  |

| Lunes, 12 Dic 2016 | Primero de Agosto                           | 75–88                                 | Club Africain                                   |                                      |  |
| 18:00              | Parciales: 17-24, 15-16, 12-15, 31-33       | Parciales: 17-24, 15-16, 12-15, 31-33 | Parciales: 17-24, 15-16, 12-15, 31-33           |                                      |  |
|                    | Estadísticas Quezada 29 Islando 8 Quezada 7 | Resultados Pts Reb Asts               | Estadísticas Chennoufi 17 Hadidane 10 Vinales 7 | Pabellón: Al Ahly Sports Hall, Cairo |  |

| Lunes, 12 Dic 2016 | Kano Pillars                              | 76–92                                 | Al Ahly                                   |                                      |  |
| 20:15              | Parciales: 15-25, 18-24, 11-29, 32-14     | Parciales: 15-25, 18-24, 11-29, 32-14 | Parciales: 15-25, 18-24, 11-29, 32-14     |                                      |  |
|                    | Estadísticas Ugboaja 19 Yahaya 10 Yusuf 3 | Resultados Pts Reb Asts               | Estadísticas Arnold 17 Said 8 Eldahshan 6 | Pabellón: Al Ahly Sports Hall, Cairo |  |

### Grupo B
|    | Equipo               | J | G | P | PF  | PC  | Diff | P |
| -- | -------------------- | - | - | - | --- | --- | ---- | - |
| 1. | Recreativo do Libolo | 4 | 3 | 1 | 350 | 264 | +86  | 7 |
| 2. | GS Pétroliers        | 4 | 3 | 1 | 332 | 296 | +36  | 7 |
| 3. | AS Salé              | 4 | 3 | 1 | 336 | 316 | +20  | 7 |
| 4. | BEAC Basketball      | 4 | 1 | 3 | 246 | 313 | -67  | 5 |
| 5. | City Oilers          | 4 | 0 | 4 | 250 | 325 | -75  | 4 |

| Miércoles, 7 Dic 2016 | City Oilers                               | 69–77                                | GS Pétroliers                            |                                      |  |
| 13:15                 | Parciales: 18-18, 5-24, 27-11, 19-24      | Parciales: 18-18, 5-24, 27-11, 19-24 | Parciales: 18-18, 5-24, 27-11, 19-24     |                                      |  |
|                       | Estadísticas Ocitti 24 Ocitti 12 Ocitti 5 | Resultados Pts Reb Asts              | Estadísticas Hamdini 27 Gaham Kaouane 10 | Pabellón: Al Ahly Sports Hall, Cairo |  |

| Miércoles, 7 Dic 2016 | Rec do Libolo                             | 83–84                                 | AS Salé                                         |                                      |  |
| :00                   | Parciales: 12-23, 33-19, 17-20, 21-22     | Parciales: 12-23, 33-19, 17-20, 21-22 | Parciales: 12-23, 33-19, 17-20, 21-22           |                                      |  |
|                       | Estadísticas Olímpio 24 Harris 8 Foster 4 | Resultados Pts Reb Asts               | Estadísticas Freeman 22 Kourodu 12 El Masbahi 5 | Pabellón: Al Ahly Sports Hall, Cairo |  |

| Jueves, 8 Dic 2016 | Rec do Libolo                             | 93–84                                 | GS Pétroliers                              |                                      |  |
| 18:00              | Parciales: 26-18, 22-22, 24-23, 21-21     | Parciales: 26-18, 22-22, 24-23, 21-21 | Parciales: 26-18, 22-22, 24-23, 21-21      |                                      |  |
|                    | Estadísticas Vander 26 Vander 11 Vander 4 | Resultados Pts Reb Asts               | Estadísticas Wells 16 Wells 10 Benzegala 6 | Pabellón: Al Ahly Sports Hall, Cairo |  |

| Viernes, 9 Dic 2016 | AS Salé                                       | 91–71                                 | BEAC Basketball                            |                                      |  |
| 20:15               | Parciales: 27-14, 16-16, 27-22, 21-19         | Parciales: 27-14, 16-16, 27-22, 21-19 | Parciales: 27-14, 16-16, 27-22, 21-19      |                                      |  |
|                     | Estadísticas Freeman 23 Najah 10 El Masbahi 6 | Resultados Pts Reb Asts               | Estadísticas Essome 22 Tsaace 11 Kenfack 2 | Pabellón: Al Ahly Sports Hall, Cairo |  |

| Sábado, 10 Dic 2016 | AS Salé                                  | 83–72                                 | City Oilers                                      |                                      |  |
| 15:45               | Parciales: 17-21, 18-22, 26-16, 22-13    | Parciales: 17-21, 18-22, 26-16, 22-13 | Parciales: 17-21, 18-22, 26-16, 22-13            |                                      |  |
|                     | Estadísticas Freeman 20 Najah 9 Zouita 4 | Resultados Pts Reb Asts               | Estadísticas Kabangu 19 Ndikumana 11 Komakech 10 | Pabellón: Al Ahly Sports Hall, Cairo |  |

| Sábado, 10 Dic 2016 | BEAC Basketball                            | 52–76                                 | Rec do Libolo                            |                                      |  |
| 20:15               | Parciales: 12-22, 14-21, 11-23, 15-10      | Parciales: 12-22, 14-21, 11-23, 15-10 | Parciales: 12-22, 14-21, 11-23, 15-10    |                                      |  |
|                     | Estadísticas Kenfack 11 Ngwese 6 Ntamack 2 | Resultados Pts Reb Asts               | Estadísticas Fortes 16 Mingas 7 Gerson 5 | Pabellón: Al Ahly Sports Hall, Cairo |  |

| Domingo, 11 Dic 2016 | BEAC Basketball                                  | 67–65                                            | City Oilers                                      |                                      |  |
| 15:45                | Parciales: 22-11, 10-16, 7-11, 20-21 (T.E.: 8-6) | Parciales: 22-11, 10-16, 7-11, 20-21 (T.E.: 8-6) | Parciales: 22-11, 10-16, 7-11, 20-21 (T.E.: 8-6) |                                      |  |
|                      | Estadísticas Pamga 12 Tsaace 16 Ntamack 3        | Resultados Pts Reb Asts                          | Estadísticas Kabangu 25 Ocitti 18 Enabu 8        | Pabellón: Al Ahly Sports Hall, Cairo |  |

| Domingo, 11 Dic 2016 | GS Pétroliers                            | 90–78                                 | AS Salé                                      |                                      |  |
| 18:00                | Parciales: 21-23, 17-11, 29-29, 23-15    | Parciales: 21-23, 17-11, 29-29, 23-15 | Parciales: 21-23, 17-11, 29-29, 23-15        |                                      |  |
|                      | Estadísticas Gaham 20 Touati 9 Kaouane 5 | Resultados Pts Reb Asts               | Estadísticas Zouita 21 Najah 13 El Mahsini 6 | Pabellón: Al Ahly Sports Hall, Cairo |  |

| Lunes, 12 Dic 2016 | City Oilers                              | 44–98                               | Rec do Libolo                            |                                      |  |
| 13:30              | Parciales: 8-20, 10-27, 25-32, 1-19      | Parciales: 8-20, 10-27, 25-32, 1-19 | Parciales: 8-20, 10-27, 25-32, 1-19      |                                      |  |
|                    | Estadísticas Kabangu 16 Ocitti 7 Enabu 6 | Resultados Pts Reb Asts             | Estadísticas Foster 20 Mingas 7 Gerson 9 | Pabellón: Al Ahly Sports Hall, Cairo |  |

| Lunes, 12 Dic 2016 | BEAC Basketball                           | 56–81                                | GS Pétroliers                               |                                      |  |
| 15:45              | Parciales: 7-23, 12-22, 18-14, 19-22      | Parciales: 7-23, 12-22, 18-14, 19-22 | Parciales: 7-23, 12-22, 18-14, 19-22        |                                      |  |
|                    | Estadísticas Tsaace 13 Tsaace 8 Ntamack 3 | Resultados Pts Reb Asts              | Estadísticas Adrar 15 Ghezzoul 13 Kaouane 6 | Pabellón: Al Ahly Sports Hall, Cairo |  |

## Ronda eliminatoria

### 9ª plaza
| Miércoles, 14 Dic 2016 | Nzui Manto                                  | 69–88                                 | City Oilers                                 |                                      |  |
| 11:15                  | Parciales: 12-19, 14-23, 20-24, 23-22       | Parciales: 12-19, 14-23, 20-24, 23-22 | Parciales: 12-19, 14-23, 20-24, 23-22       |                                      |  |
|                        | Estadísticas Kalume 23 Bileg II 12 Kalume 3 | Resultados Pts Reb Asts               | Estadísticas Ocitti 19 Ocitti 7 Komakech 10 | Pabellón: Al Ahly Sports Hall, Cairo |  |

### Cuartos de final
| Miércoles, 14 Dic 2016 | Kano Pillars                            | 91–81                                 | GS Pétroliers                             |                                      |  |
| 13:30                  | Parciales: 17-19, 19-20, 28-19, 27-23   | Parciales: 17-19, 19-20, 28-19, 27-23 | Parciales: 17-19, 19-20, 28-19, 27-23     |                                      |  |
|                        | Estadísticas Usman 35 Ugboaja 8 Gumut 7 | Resultados Pts Reb Asts               | Estadísticas Hamdini 18 Gaham 6 Kaouane 6 | Pabellón: Al Ahly Sports Hall, Cairo |  |

| Miércoles, 14 Dic 2016 | Primero de Agosto                         | 78–83                                 | Rec do Libolo                               |                                      |  |
| 15:45                  | Parciales: 19-20, 16-20, 17-21, 26-22     | Parciales: 19-20, 16-20, 17-21, 26-22 | Parciales: 19-20, 16-20, 17-21, 26-22       |                                      |  |
|                        | Estadísticas Quezada 24 Miller 13 Gildo 3 | Resultados Pts Reb Asts               | Estadísticas Olímpio 18 Mingas 14 Foster 11 | Pabellón: Al Ahly Sports Hall, Cairo |  |

| Miércoles, 14 Dic 2016 | BEAC                                     | 60–63                               | Al Ahly                                  |                                      |  |
| 18:00                  | Parciales: 11-23, 14-5, 9-17, 26-18      | Parciales: 11-23, 14-5, 9-17, 26-18 | Parciales: 11-23, 14-5, 9-17, 26-18      |                                      |  |
|                        | Estadísticas Pamga 16 Tsaace 13 Essome 4 | Resultados Pts Reb Asts             | Estadísticas Arnold 22 Arnold 9 Arnold 2 | Pabellón: Al Ahly Sports Hall, Cairo |  |

| Miércoles, 14 Dic 2016 | AS Salé                                  | 77–70                                | Club Africain                                 |                                      |  |
| 20:15                  | Parciales: 21-9, 24-20, 12-22, 20-19     | Parciales: 21-9, 24-20, 12-22, 20-19 | Parciales: 21-9, 24-20, 12-22, 20-19          |                                      |  |
|                        | Estadísticas Zouita 26 Najah 8 Freeman 3 | Resultados Pts Reb Asts              | Estadísticas Chennoufi 17 Mathews 7 Vinales 5 | Pabellón: Al Ahly Sports Hall, Cairo |  |

### 5ª-8ª plaza
| Jueves, 15 Dic 2016 | BEAC Basketball                               | 67–74                               | GS Pétroliers                                   |                                      |  |
| 13:30               | Parciales: 13-27, 21-8, 12-30, 21-9           | Parciales: 13-27, 21-8, 12-30, 21-9 | Parciales: 13-27, 21-8, 12-30, 21-9             |                                      |  |
|                     | Estadísticas Ntamack 16 Mbouendeu 9 Ntamack 4 | Resultados Pts Reb Asts             | Estadísticas Zerouali 22 Belkhodja 6 Kaouane 14 | Pabellón: Al Ahly Sports Hall, Cairo |  |

| Jueves, 15 Dic 2016 | Primero de Agosto                       | 68–83                                | Club Africain                                |                                      |  |
| 15:45               | Parciales: 17-20, 7-29, 18-17, 26-17    | Parciales: 17-20, 7-29, 18-17, 26-17 | Parciales: 17-20, 7-29, 18-17, 26-17         |                                      |  |
|                     | Estadísticas Gildo 15 Islando 5 Gildo 5 | Resultados Pts Reb Asts              | Estadísticas Hadidane 20 Mathews 6 Vinales 7 | Pabellón: Al Ahly Sports Hall, Cairo |  |

### Semifinales
| Jueves, 15 Dic 2016 | Al Ahly                                       | 71–65                                 | Kano Pillars                           |                                      |  |
| 18:00               | Parciales: 15-13, 19-21, 20-17, 17-14         | Parciales: 15-13, 19-21, 20-17, 17-14 | Parciales: 15-13, 19-21, 20-17, 17-14  |                                      |  |
|                     | Estadísticas Arnold 19 El-Ghannam 17 Arnold 4 | Resultados Pts Reb Asts               | Estadísticas Usman 17 Yahaya 10 Enan 2 | Pabellón: Al Ahly Sports Hall, Cairo |  |

| Jueves, 15 Dic 2016 | Rec do Libolo                             | 82–72                                 | AS Salé                                 |                                      |  |
| 20:15               | Parciales: 23-19, 18-13, 17-20, 24-20     | Parciales: 23-19, 18-13, 17-20, 24-20 | Parciales: 23-19, 18-13, 17-20, 24-20   |                                      |  |
|                     | Estadísticas Harris 21 Mingas 9 Foster 10 | Resultados Pts Reb Asts               | Estadísticas Najah 20 Najah 12 Zouita 5 | Pabellón: Al Ahly Sports Hall, Cairo |  |

### 7ª plaza
| Viernes, 16 Dic 2016 | BEAC Basketball                             | 72–55                                 | Primero de Agosto                           |                                      |  |
| 09:45                | Parciales: 11-20, 13-10, 31-15, 17-10       | Parciales: 11-20, 13-10, 31-15, 17-10 | Parciales: 11-20, 13-10, 31-15, 17-10       |                                      |  |
|                      | Estadísticas Mbouendeu 21 Tsaace 11 Eyeke 3 | Resultados Pts Reb Asts               | Estadísticas Quezada 24 Islando 7 Quezada 3 | Pabellón: Al Ahly Sports Hall, Cairo |  |

### 5ª plaza
| Viernes, 16 Dic 2016 | GS Pétroliers                                  | 59–66                               | Club Africain                                 |                                      |  |
| 13:30                | Parciales: 19-24, 6-8, 13-19, 21-15            | Parciales: 19-24, 6-8, 13-19, 21-15 | Parciales: 19-24, 6-8, 13-19, 21-15           |                                      |  |
|                      | Estadísticas Belkhodja 14 Touati 11 Kaouane 12 | Resultados Pts Reb Asts             | Estadísticas Chouaya 18 Dhifallah 9 Vinales 8 | Pabellón: Al Ahly Sports Hall, Cairo |  |

### Partido por la Medalla de Bronce
| Viernes, 16 Dic 2016 | Kano Pillars                            | 76–88                                 | AS Salé                                   |                                      |  |
| 15:45                | Parciales: 15-21, 18-19, 19-23, 24-25   | Parciales: 15-21, 18-19, 19-23, 24-25 | Parciales: 15-21, 18-19, 19-23, 24-25     |                                      |  |
|                      | Estadísticas Yahaya 21 Yahaya 9 Usman 5 | Resultados Pts Reb Asts               | Estadísticas Freeman 30 Choua 14 Khalfi 8 | Pabellón: Al Ahly Sports Hall, Cairo |  |

### Partido por la Medalla de Oro
| Viernes, 16 Dic 2016 | Al Ahly SC                                      | 68–66                                 | Rec do Libolo                             |                                                              |  |
| 18:00                | Parciales: 14-13, 19-18, 21-19, 14-16           | Parciales: 14-13, 19-18, 21-19, 14-16 | Parciales: 14-13, 19-18, 21-19, 14-16     |                                                              |  |
|                      | Estadísticas Cummings 23 El-Ghannam 11 Arnold 8 | Resultados Pts Reb Asts               | Estadísticas Harris 16 Mingas 12 Milton 4 | Pabellón: Al Ahly Sports Hall, Cairo Televisión: Nile Sports |  |

## Clasificación final
| Posición | Equipo               | Récord |
| -------- | -------------------- | ------ |
|          | Al Ahly              | 7–0    |
|          | Recreativo do Libolo | 5–2    |
|          | AS Salé              | 5–2    |
| 4        | Kano Pillars         | 3–4    |
| 5        | Club Africain        | 5–2    |
| 6        | GS Pétroliers        | 4–3    |
| 7        | BEAC Basketball      | 2–5    |
| 8        | Primeiro de Agosto   | 1–6    |
| 9        | City Oilers          | 1–4    |
| 10       | Nzui Manto           | 0–5    |

## Líderes estadísticos[4]

### Máximos Individuales del Torneo
| Posición | Nombre            | J | Pts | PPP  |
| -------- | ----------------- | - | --- | ---- |
| 1        | Manny Quezada     | 5 | 118 | 23.6 |
| 2        | Etienne Kalume    | 5 | 93  | 18.6 |
| 3        | Abubakar Usman    | 7 | 128 | 18.3 |
| 4        | Brandon Freeman   | 6 | 109 | 18.2 |
| 5        | Kyle Vinales      | 7 | 127 | 18.1 |
| 6        | Abdelhakim Zouita | 7 | 126 | 18   |
| 7        | Kami Kabangu      | 5 | 86  | 17.2 |
| 8        | Stanley Ocitti    | 5 | 84  | 16.8 |
| 9        | Félix Bogmis      | 4 | 65  | 16.3 |
| 10       | Abdellah Hamdini  | 6 | 96  | 16   |

| Posición | Nombre           | J | Reb | RPP |
| -------- | ---------------- | - | --- | --- |
| 1        | Tarek El-Ghannam | 6 | 66  | 11  |
| 2        | Stanley Ocitti   | 5 | 49  | 9.8 |
| 3        | Mohaman Tsaace   | 7 | 65  | 9.3 |
| 4        | Abderrahim Najah | 7 | 62  | 8.9 |
| 5        | Eduardo Mingas   | 7 | 56  | 8   |
| 6        | Abdul Yahaya     | 7 | 56  | 8   |
| 7        | Mohamed Choua    | 7 | 55  | 7.9 |
| 8        | Averon Mathews   | 7 | 52  | 7.4 |
| 9        | Simon Bileg II   | 5 | 36  | 7.2 |
| 10       | Islando Manuel   | 7 | 50  | 7.1 |

| Posición | Nombre              | J | Asi | APP |
| -------- | ------------------- | - | --- | --- |
| 1        | Abdelhalim Kaouane  | 7 | 58  | 8.3 |
| 2        | Jimmy Enabu         | 5 | 31  | 6.2 |
| 3        | Kyle Vinales        | 7 | 43  | 6.1 |
| 4        | Je'Kel Foster       | 7 | 40  | 5.7 |
| 5        | Ben Komakech        | 5 | 25  | 5   |
| 6        | Wayne Arnold        | 7 | 31  | 4.4 |
| 7        | Manny Quezada       | 5 | 21  | 4.2 |
| 7        | Hermenegildo Santos | 7 | 28  | 4   |
| 9        | Etienne Kalume      | 5 | 19  | 3.8 |
| 9        | Yassine El Mahsini  | 7 | 25  | 3.6 |

| Posición | Nombre             | J | Rob | RobPP |
| -------- | ------------------ | - | --- | ----- |
| 1        | Jimmy Enabu        | 5 | 17  | 3.4   |
| 2        | Félix Bogmis       | 7 | 10  | 2.5   |
| 3        | Abubakar Usman     | 7 | 15  | 2.1   |
| 4        | Dele Ademola       | 7 | 13  | 1.9   |
| 5        | Mohaman Tsaace     | 7 | 13  | 1.9   |
| 6        | Abdul Yahaya       | 4 | 13  | 1.9   |
| 7        | Stanley Ocitti     | 7 | 9   | 1.8   |
| 8        | Etienne Kalume     | 7 | 9   | 1.8   |
| 8        | Zakaria El Masbahi | 7 | 12  | 1.7   |
| 8        | Ben Komakech       | 7 | 8   | 1.6   |

| Posición | Nombre             | J | Tap | TPP |
| -------- | ------------------ | - | --- | --- |
| 1        | Tarek El-Ghannam   | 6 | 15  | 2.5 |
| 2        | Averon Mathews     | 7 | 10  | 1.4 |
| 3        | Mohamed Choua      | 7 | 7   | 1   |
| 4        | Mohaman Tsaace     | 7 | 7   | 1   |
| 5        | Stanley Ocitti     | 5 | 5   | 1   |
| 6        | Valdelício Joaquim | 7 | 5   | 0.7 |
| 7        | Soufiane Kourodu   | 6 | 4   | 0.7 |
| 8        | Isaac Wells        | 6 | 4   | 0.7 |
| 8        | Kami Kabangu       | 5 | 3   | 0.6 |
| 10       | Dele Ademola       | 7 | 4   | 0.6 |

| Posición | Nombre             | J | Pér | PerPP |
| -------- | ------------------ | - | --- | ----- |
| 1        | Etienne Kalume     | 5 | 21  | 4.2   |
| 2        | Kyle Vinales       | 7 | 29  | 4.1   |
| 3        | Abdelhakim Zouita  | 7 | 28  | 4     |
| 3        | Kami Kabangu       | 5 | 18  | 3.6   |
| 5        | Abubakar Usman     | 7 | 24  | 3.4   |
| 5        | Pierre Essome      | 6 | 19  | 3.2   |
| 7        | Manny Quezada      | 5 | 15  | 3     |
| 8        | Soufiane Kourodu   | 6 | 17  | 2.8   |
| 9        | Abdelhalim Kaouane | 7 | 19  | 2.7   |
| 10       | Abderrahim Najah   | 7 | 19  | 2.7   |

| Pos | Nombre             | A  | M  | %    |
| --- | ------------------ | -- | -- | ---- |
| 1   | Abdelhakim Zouita  | 71 | 43 | 60.6 |
| 2   | Soufiane Kourodu   | 40 | 24 | 60   |
| 2   | Olímpio Cipriano   | 47 | 27 | 57.4 |
| 4   | Mohamed Touati     | 46 | 26 | 56.5 |
| 5   | Abdellah Hamdini   | 60 | 33 | 55   |
| 6   | Valdelício Joaquim | 63 | 34 | 54   |
| 7   | Abderrahim Najah   | 58 | 30 | 51.7 |
| 8   | Averon Mathews     | 55 | 28 | 50.9 |
| 9   | Kami Kabangu       | 56 | 28 | 50   |
| 10  | Andre Harris       | 30 | 13 | 43.3 |

| Pos | Nombre               | A  | M  | %    |
| --- | -------------------- | -- | -- | ---- |
| 1   | Karim Eldahshan      | 16 | 12 | 75   |
| 2   | Brandon Freeman      | 30 | 17 | 56.7 |
| 3   | Je'Kel Foster        | 44 | 22 | 50   |
| 4   | Kyle Vinales         | 30 | 14 | 46.7 |
| 5   | Mustapha Adrar       | 18 | 8  | 44.4 |
| 6   | Ziyed Chennoufi      | 19 | 8  | 42.1 |
| 7   | Naim Dhifallah       | 19 | 8  | 42.1 |
| 8   | Hocine Gaham         | 36 | 14 | 38.9 |
| 9   | Marteskeith Cummings | 26 | 10 | 38.5 |
| 10  | Andre Harris         | 29 | 11 | 37.9 |

| Pos | Nombre               | A  | M  | %    |
| --- | -------------------- | -- | -- | ---- |
| 1   | Abubakar Usman       | 42 | 40 | 95.2 |
| 2   | Wayne Arnold         | 37 | 33 | 89.2 |
| 3   | Brandon Freeman      | 27 | 24 | 88.9 |
| 4   | Kyle Vinales         | 33 | 29 | 87.9 |
| 5   | Manny Quezada        | 47 | 40 | 85.1 |
| 6   | Félix Bogmis         | 12 | 10 | 83.3 |
| 7   | Abdellah Hamdini     | 36 | 27 | 75   |
| 8   | Marteskeith Cummings | 30 | 22 | 73.3 |
| 9   | Abderrahim Najah     | 35 | 25 | 71.4 |
| 10  | Dele Ademola         | 21 | 15 | 71.4 |

### Máximos Individuales a 1 Partido
| Estadística                | Nombre                    | Total        | Oponente              |
| -------------------------- | ------------------------- | ------------ | --------------------- |
| Puntos                     | Abubakar Usman            | 35           | GS Pétroliers         |
| Rebotes                    | Stanley Ocitti            | 18           | BEAC Basketball       |
| Asistencias                | Abdelhalim Kaouane        | 14           | BEAC Basketball       |
| Robos                      | Dede Ademola Abdul Yahaya | 6            | Club Africain AS Salé |
| Tapones                    | Averon Mathews            | 5            | Nzui Manto            |
| Porcentaje de Tiros de 2   | Olímpio Cipriano          | 100% (8/8)   | Primero de Agosto     |
| Porcentaje de Tiros de 3   | Karim Eldahshan           | 100% (4/4)   | Kano Pillars          |
| Porcentaje de Tiros Libres | Abubakar Usman            | 100% (11/11) | Primero de Agosto     |
| Pérdidas                   | cuatro jugadores          | 7            |                       |

### Máximos de Equipo del Torneo
| Posición | Nombre               | J | Pts | PPP  |
| -------- | -------------------- | - | --- | ---- |
| 1        | Recreativo do Libolo | 7 | 581 | 83   |
| 2        | AS Salé              | 7 | 573 | 81.9 |
| 3        | Club Africain        | 7 | 547 | 78.1 |
| 4        | GS Pétroliers        | 7 | 546 | 78   |
| 5        | Kano Pillars         | 7 | 524 | 74.9 |
| 6        | Al Ahly              | 7 | 523 | 74.7 |
| 7        | Primero de Agosto    | 7 | 505 | 72.1 |
| 8        | Nzui Manto           | 5 | 352 | 70.4 |
| 9        | City Oilers          | 5 | 338 | 67.6 |
| 10       | BEAC Basketball      | 7 | 445 | 63.6 |

| Posición | Nombre               | J | Rbs | RPP  |
| -------- | -------------------- | - | --- | ---- |
| 1        | GS Pétroliers        | 7 | 314 | 44.9 |
| 2        | Al Ahly              | 7 | 308 | 44   |
| 3        | AS Salé              | 7 | 306 | 43.7 |
| 4        | Kano Pillars         | 7 | 305 | 43.6 |
| 5        | BEAC Basketball      | 7 | 298 | 42.6 |
| 6        | Recreativo do Libolo | 7 | 298 | 42.6 |
| 7        | City Oilers          | 5 | 209 | 41.8 |
| 8        | Club Africain        | 7 | 291 | 41.6 |
| 9        | Primero de Agosto    | 7 | 279 | 39.9 |
| 10       | Nzui Manto           | 5 | 197 | 39.4 |

| Posición | Nombre               | J | Ast | APP  |
| -------- | -------------------- | - | --- | ---- |
| 1        | GS Pétroliers        | 7 | 142 | 20.3 |
| 2        | AS Salé              | 7 | 133 | 19   |
| 3        | Recreativo do Libolo | 7 | 132 | 18.9 |
| 4        | Al Ahly              | 7 | 131 | 18.7 |
| 5        | City Oilers          | 5 | 89  | 17.8 |
| 6        | Club Africain        | 7 | 123 | 17.6 |
| 7        | Primero de Agosto    | 7 | 105 | 15   |
| 8        | Kano Pillars         | 7 | 96  | 13.7 |
| 9        | BEAC Basketball      | 7 | 87  | 12.4 |
| 10       | Nzui Manto           | 5 | 57  | 11.4 |

| Posición | Nombre               | J | Rob | RobPP |
| -------- | -------------------- | - | --- | ----- |
| 1        | Kano Pillars         | 7 | 68  | 9.7   |
| 2        | City Oilers          | 5 | 47  | 9.4   |
| 3        | BEAC Basketball      | 7 | 61  | 8.7   |
| 4        | Nzui Manto           | 5 | 43  | 8.6   |
| 5        | Club Africain        | 7 | 54  | 7.7   |
| 6        | Recreativo do Libolo | 7 | 54  | 7.7   |
| 6        | Al Ahly              | 7 | 48  | 6.9   |
| 8        | AS Salé              | 7 | 47  | 6.7   |
| 9        | GS Pétroliers        | 7 | 42  | 6     |
| 10       | Primero de Agosto    | 7 | 41  | 5.9   |

| Posición | Nombre               | J | Tap | TPP |
| -------- | -------------------- | - | --- | --- |
| 1        | Al Ahly              | 7 | 25  | 3.6 |
| 2        | Club Africain        | 7 | 19  | 2.7 |
| 3        | GS Pétroliers        | 7 | 17  | 2.4 |
| 4        | City Oilers          | 5 | 12  | 2.4 |
| 5        | AS Salé              | 7 | 15  | 2.1 |
| 6        | BEAC Basketball      | 7 | 15  | 2.1 |
| 7        | Nzui Manto           | 5 | 10  | 2   |
| 7        | Primero de Agosto    | 7 | 13  | 1.9 |
| 9        | Recreativo do Libolo | 7 | 12  | 1.7 |
| 10       | Kano Pillars         | 7 | 11  | 1.6 |

| Posición | Nombre               | J | Pér | Pér  |
| -------- | -------------------- | - | --- | ---- |
| 1        | AS Salé              | 7 | 124 | 17.7 |
| 2        | BEAC Basketball      | 7 | 110 | 15.7 |
| 3        | City Oilers          | 5 | 78  | 15.6 |
| 4        | Nzui Manto           | 5 | 78  | 15.6 |
| 5        | Kano Pillars         | 7 | 107 | 15.3 |
| 6        | Club Africain        | 7 | 105 | 15   |
| 7        | GS Pétroliers        | 7 | 98  | 14   |
| 8        | Al Ahly              | 7 | 97  | 13.9 |
| 9        | Primero de Agosto    | 7 | 94  | 13.4 |
| 10       | Recreativo do Libolo | 7 | 62  | 8.9  |

| Pos | Nombre               | I   | A   | %    |
| --- | -------------------- | --- | --- | ---- |
| 1   | AS Salé              | 299 | 157 | 52.5 |
| 2   | GS Pétroliers        | 315 | 162 | 51.4 |
| 3   | Al Ahly              | 224 | 111 | 49.6 |
| 4   | Recreativo do Libolo | 290 | 141 | 48.6 |
| 5   | Club Africain        | 312 | 145 | 46.5 |
| 6   | Primero de Agosto    | 217 | 99  | 45.6 |
| 7   | City Oilers          | 202 | 91  | 45   |
| 8   | Kano Pillars         | 291 | 116 | 39.9 |
| 9   | Nzui Manto           | 222 | 87  | 39.2 |
| 10  | BEAC Basketball      | 318 | 113 | 35.5 |

| Pos | Nombre               | I   | A  | %    |
| --- | -------------------- | --- | -- | ---- |
| 1   | AS Salé              | 108 | 42 | 38.9 |
| 2   | Club Africain        | 142 | 51 | 35.9 |
| 3   | Recreativo do Libolo | 223 | 73 | 32.7 |
| 4   | Al Ahly              | 208 | 66 | 31.7 |
| 5   | Primero de Agosto    | 219 | 67 | 30.6 |
| 5   | Nzui Manto           | 116 | 35 | 30.2 |
| 7   | Kano Pillars         | 190 | 55 | 28.9 |
| 8   | GS Pétroliers        | 150 | 42 | 28   |
| 9   | City Oilers          | 145 | 37 | 25.5 |
| 10  | BEAC Basketball      | 142 | 36 | 25.4 |

| Pos | Nombre               | I   | A   | %    |
| --- | -------------------- | --- | --- | ---- |
| 1   | Recreativo do Libolo | 110 | 80  | 72.7 |
| 2   | Al Ahly              | 143 | 103 | 72   |
| 3   | Club Africain        | 148 | 104 | 70.3 |
| 4   | Kano Pillars         | 188 | 127 | 67.6 |
| 5   | GS Pétroliers        | 144 | 96  | 66.7 |
| 6   | AS Salé              | 202 | 133 | 65.8 |
| 7   | Nzui Manto           | 112 | 73  | 65.2 |
| 8   | Primero de Agosto    | 171 | 106 | 62   |
| 9   | BEAC Basketball      | 198 | 111 | 56.1 |
| 10  | City Oilers          | 87  | 45  | 51.7 |

### Máximos de Equipo por Partido
| Estadística                              | Nombre                  | Total        | Oponente                  |
| ---------------------------------------- | ----------------------- | ------------ | ------------------------- |
| Puntos                                   | Rec do Libolo           | 98           | City Oilers               |
| Rebotes                                  | AS Salé BEAC Basketball | 55           | GS Pétroliers City Oilers |
| Asistencias                              | Al Ahly                 | 33           | Kano Pillars              |
| Robos                                    | City Oilers             | 14           | BEAC Basketball           |
| Tapones                                  | Club Africain           | 7            | Nzui Manto                |
| Porcentaje de Tiros de Campo de 2 puntos | AS Salé                 | 73% (27/37)  | BEAC Basketball           |
| Porcentaje de Tiros de Campo de 3 puntos | AS Salé                 | 58.3% (7/12) | Recreativo do Libolo      |
| Porcentaje de Tiros Libres               | Recreativo do Libolo    | 100% (16/16) | GS Pétroliers             |
| Pérdidas                                 | City Oilers             | 26           | BEAC Basketball           |

## Equipo Ideal del Torneo & Premios
| G | Bandera de Estados Unidos | Wayne Arnold       |
| G | Bandera de Estados Unidos | Je'Kel Foster      |
| F | Bandera de Marruecos      | Abdelhakim Zouita  |
| F | Bandera de Egipto         | Tarek El-Ghannam   |
| C | Bandera de Angola         | Valdelício Joaquim |

| Copa De Campeones de Baloncesto FIBA de África 2016 |
| --------------------------------------------------- |
| Al Ahly 1.er Título                                 |

| Jugador Más Valioso |
| ------------------- |
| Wayne Arnold        |